# St. Laurentius (Eschenhart)

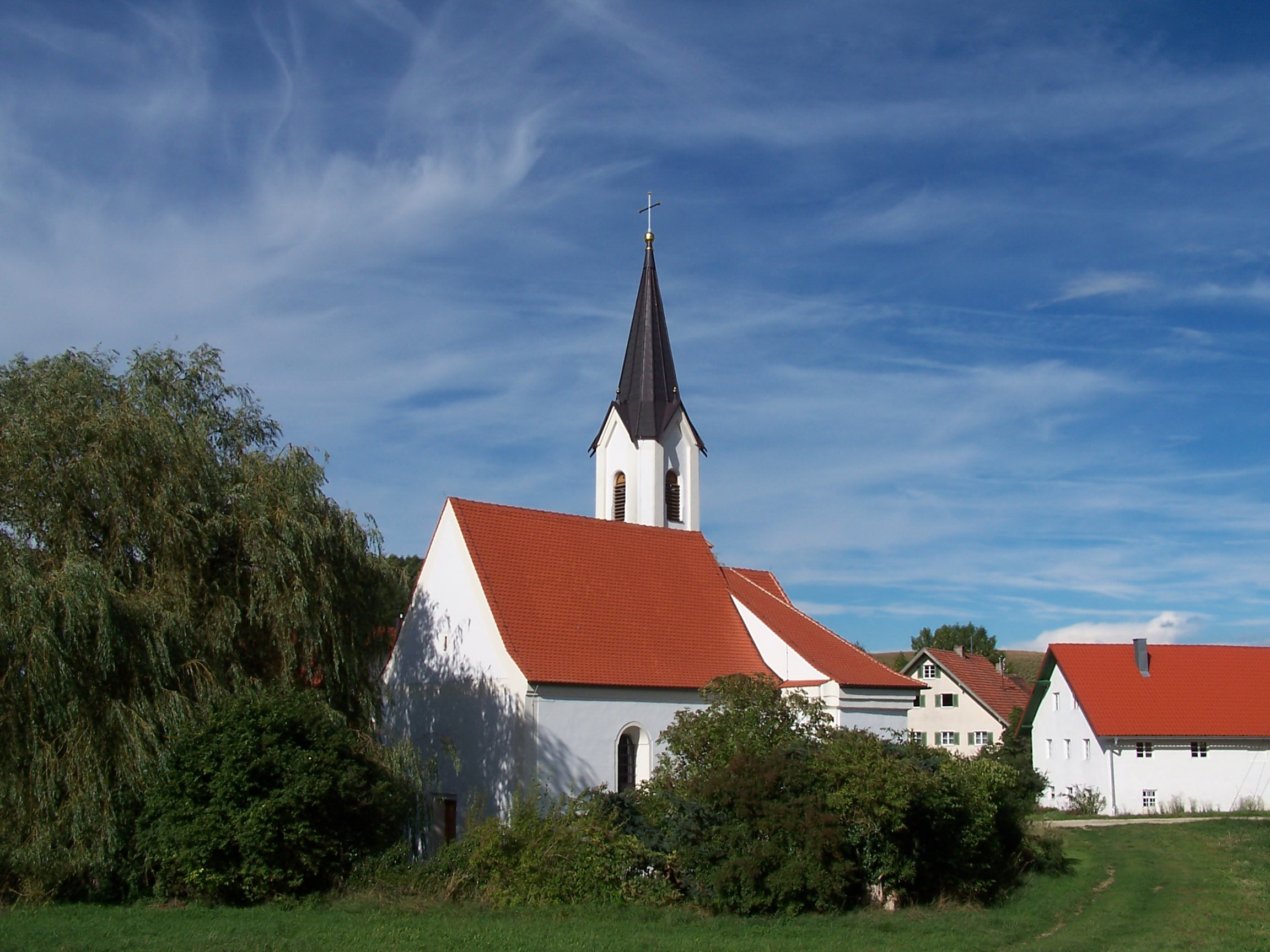
St. Laurentius in Eschenhart

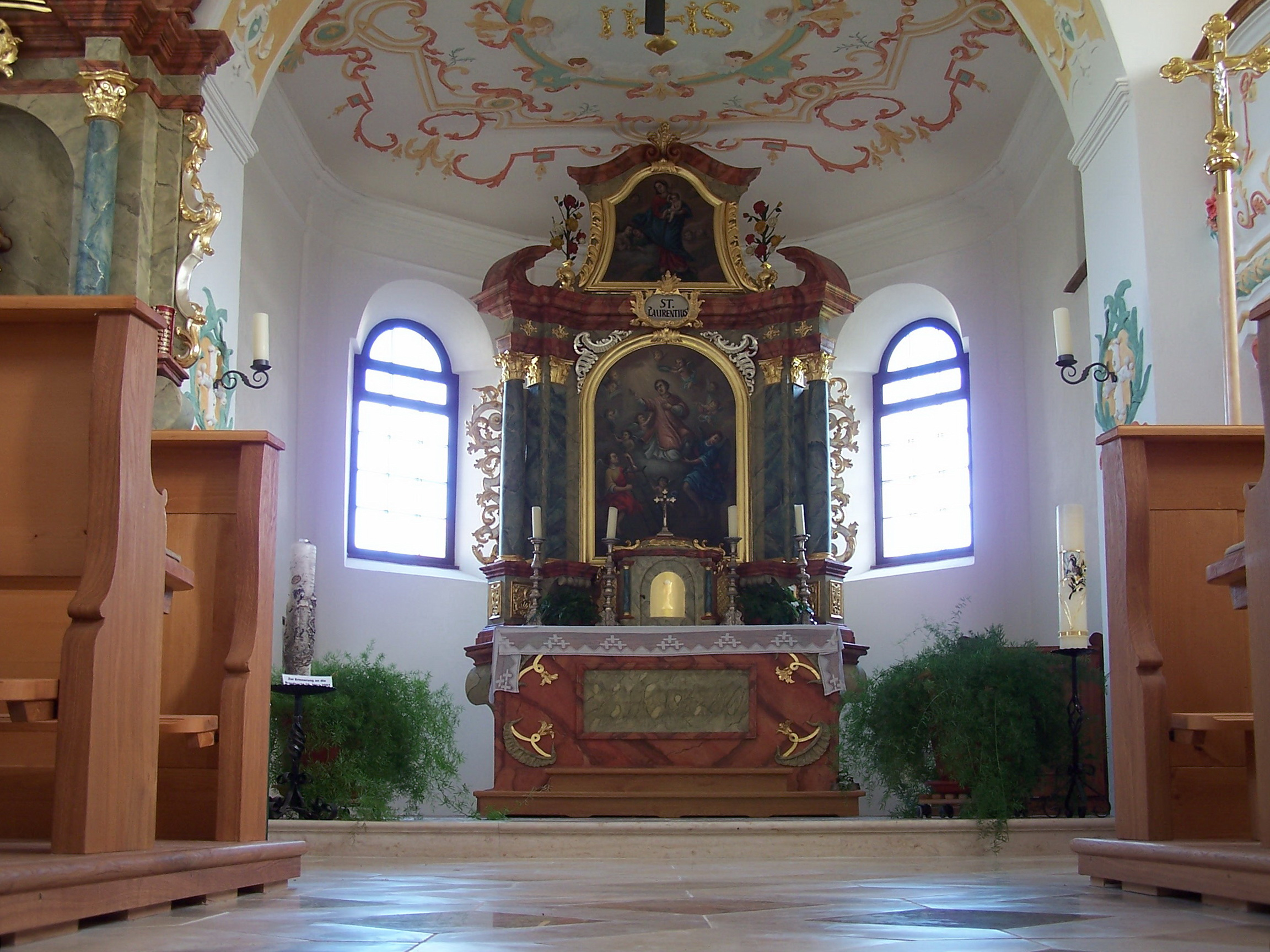
Innenraum

Die römisch-katholische Filialkirche St. Laurentius steht in Eschenhart, einem Gemeindeteil von Wildenberg im niederbayerischen Landkreis Kelheim. Sie ist in der Liste der Baudenkmäler in Wildenberg unter der Nummer D-2-73-181-5 eingetragen. Die Kirche gehört zum Dekanat Kelheim im Bistum Regensburg.

## Beschreibung
Die spätgotische Saalkirche wurde im 18. Jahrhundert barock umgestaltet. Sie besteht aus dem Langhaus, dem eingezogenen Chor mit Fünfachtelschluss im Osten, einer Sakristei an der Südwand und dem Chorflankenturm an der Nordwand des Chors. Langhaus und Chor sind mit Flachdecken überspannt. In der Deckenmalerei im Langhaus ist Laurentius von Rom als Märtyrer dargestellt. Der Hochaltar wurde 1746 aufgestellt.